# Louis Alix de Nompère de Champagny
Pour les autres membres de la famille, voir Famille de Nompère de Champagny.
Louis Alix de Nompère de Champagny, né le 12 juin 1796 à Saint-Vincent-de-Boisset (Loire) et mort le 27 janvier 1870 à Boulogne-sur-Seine (Seine), est un homme politique et diplomate français.

## Biographie
Louis Alix de Nompère de Champagny est le fils Jean-Baptiste Nompère de Champagny (1756-1834), ministre de Napoléon Ier.
Il est conseiller général du canton de Perreux quand il est, après la mort de son père, appelé à siéger à la Chambre des pairs (ordonnance du 11 septembre 1835).
Il vote jusqu'en 1848 avec le centre droit et fit partie de la majorité gouvernementale. La révolution de Février 1848 le fait rentrer dans la vie privée.
En 1851, Louis Alix est domicilié au 57, rue de Varenne dans le 7e arrondissement de Paris. Invité le 4 avril 1856 par Augustin Louis Cauchy et Charles Lenormant à la 1re réunion qui jette les bases de la fondation de L'Œuvre des Écoles d'Orient, plus connue actuellement sous le nom de L'Œuvre d'Orient.
Il est ambassadeur de France à Rome en mai 1861.
Mort le 27 janvier 1870, il est inhumé le 31 janvier suivant au cimetière du Montparnasse (315 P 1834), 14e arrondissement de Paris.

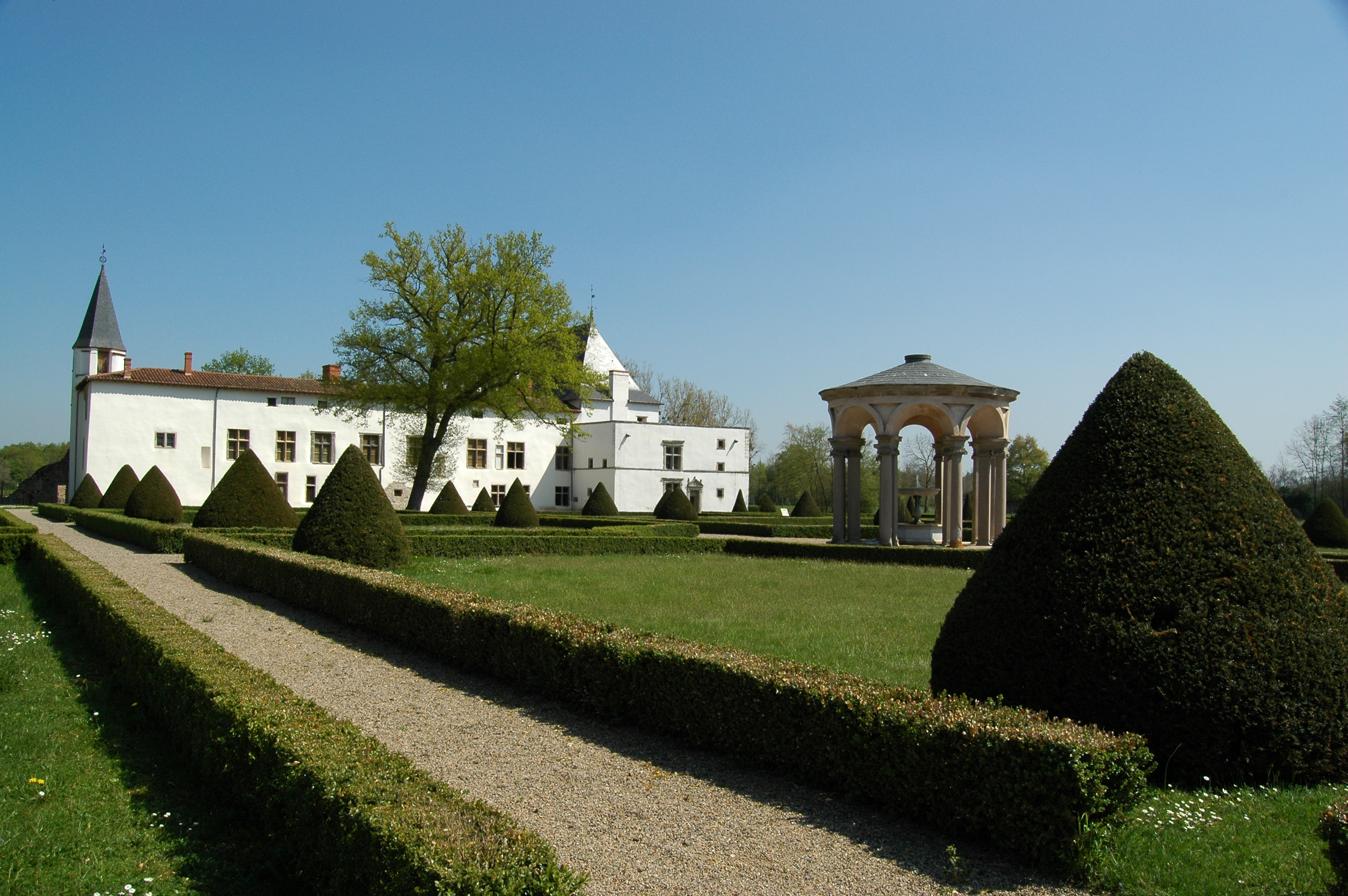
Les jardins et la rotonde de la Bastie d'Urfé.

Son épouse, Caroline Élisabeth Lagrange, a acheté en 1836 la Bastie d'Urfé. Le château aurait pu être sauvé car la duchesse de Cadore s'était adressée à Prosper Mérimée pour un classement aux monuments historiques mais la demande est rejetée.

## Union et postérité
Il épouse, le 17 mai 1824 à Paris Ier, Caroline Élisabeth Lagrange (née le 6 août 1806 à Paris - décédée le 1er septembre 1870 au 34, rue de Clichy, Paris 9e, inhumée le 3 septembre 1870 au cimetière du Montparnasse (315 P 1834)), fille de Joseph Lagrange (1763-1836), comte Lagrange et de l'Empire, général d'Empire et de Marie de Talhouët-Bonamour (1786-1849).
- Ensemble, ils ont :
  - Françoise Jeanne de Nompère de Champagny dite « Fanny » (née le 13 septembre 1825 à Paris - décédée le 9 mai 1899 à Florence), mariée le 4 octobre 1846 à Rome, avec Clemente Rospigliosi-Gioeni (né le 15 juin 1823 à Rome - décédé le 28 janvier 1897 à Florence), duc de Zagarolo, 6e prince Rospigliosi-Gioeni et du Saint-Empire, 10e prince de Castiglione, dont postérité ;
  - Camille Louis Marie François de Nompère de Champagny (né le 15 septembre 1827 à Paris - décédé le 3 janvier 1882 au château de Buzenval (Rueil-Malmaison)), comte de Champagny, 3e duc de Cadore, chevalier de la Légion d'honneur, marié le 7 mars 1854 à Paris, avec Marie du Val de Bonneval (née le 3 juillet 1833 à Paris - décédée le 19 mai 1885 à Paris), fille d'Oscar du Val de Bonneval (1798-1878), 7e marquis de Bonneval, sans postérité ;
  - Marie Adélaïde Paule Josèphe de Nompère de Champagny dite « Marie de Nompère de Champagny de Cadore » (née le 6 avril 1838 à Pise - décédée le 13 février 1922 à Cannes, inhumée en 1922 au cimetière du Montparnasse (509 P 1844)), mariée le 6 juin 1863 à Rome, avec Georges Napoléon Baude (né le 24 février 1830 à Paris 11e - décédé le 13 février 1887 au 191, boulevard Saint-Germain, Paris 7e), inhumé le 17 février 1887 au cimetière du Montparnasse (509 P 1844)), diplomate, ambassadeur de France près le Saint-Siège de 1876 à 1878, dont postérité.

Caroline Élisabeth Lagrange (1806-1870), épouse du 2e duc de Cadore (Franz Xaver Winterhalter, château du Lude, 1821).
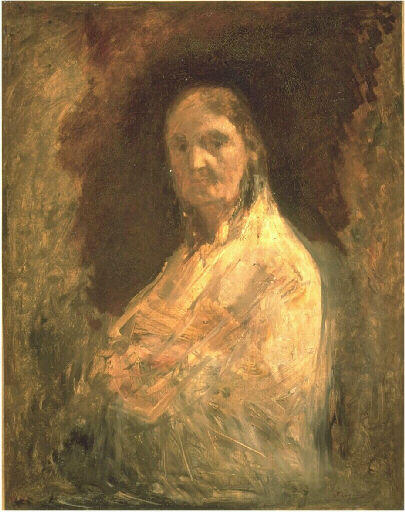
Caroline Élisabeth Lagrange (Jean-Baptiste Carpeaux, musée des beaux-arts de Valenciennes, vers 1861).
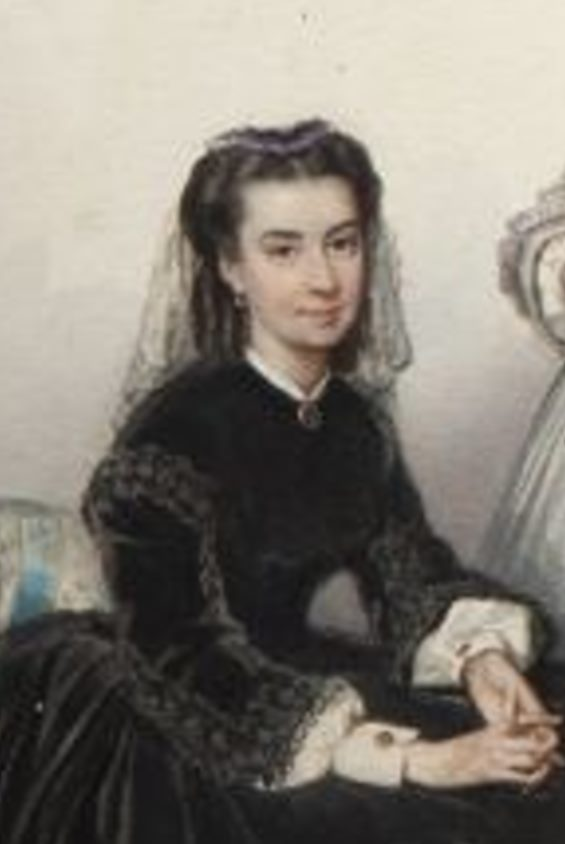
Fanny de Nompère de Champagny (1825-1899).
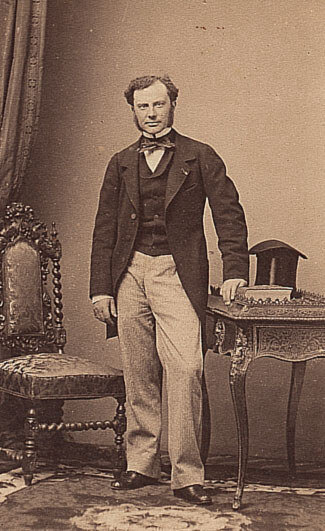
Camille de Nompère de Champagny (1827-1882), 3e duc de Cadore.
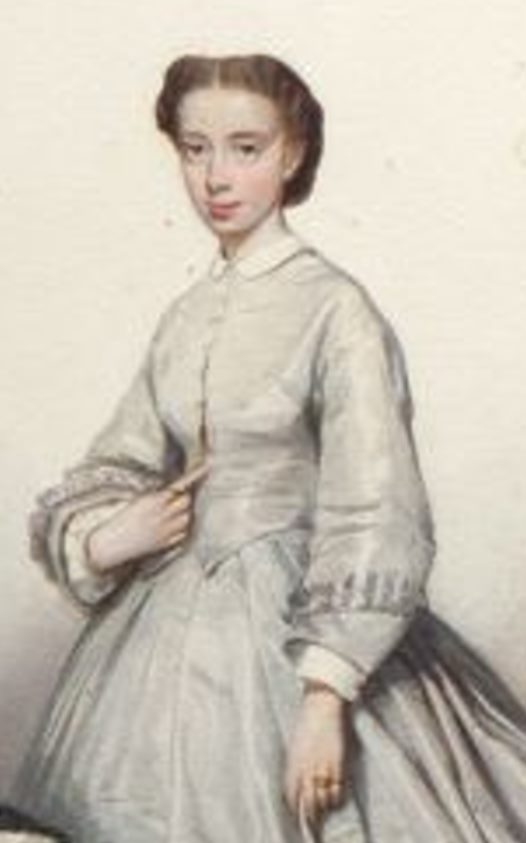
Marie de Nompère de Champagny (1838-1922).

## Titres
- 2e duc de Cadore (3 juillet 1834).
- Comte de Champagny.